# NGC 4609
NGC 4609 is een open sterrenhoop in het sterrenbeeld Zuiderkruis. Het hemelobject werd op 12 mei 1826 ontdekt door de Schotse astronoom James Dunlop.

## BZ Crucis
NGC 4609 is vergezeld van de ster HD 110432 met magnitude +5. Deze ster bevindt zich nabij het zuidoostelijke gedeelte van NGC 4609. HD 110432 is ook de veranderlijke ster BZ Crucis, en heeft de bijnaam Oasis star gekregen.

## Synoniemen
- OCL 890
- ESO 95-SC14
- Caldwell 98